# جان گیلبرت (هنرپیشه)
جان گیلبرت (انگلیسی: John Gilbert; ۱۰ ژوئیهٔ ۱۸۹۷ – ۹ ژانویهٔ ۱۹۳۶) یک هنرپیشه، کارگردان و نویسنده اهل ایالات متحده آمریکا بود.
از فیلم‌ها یا برنامه‌های تلویزیونی که وی در آن نقش داشته‌است می‌توان به جسم و شیطان، ملکه کریستینا، تمدن و لولاهای جهنم اشاره کرد.
جان گیلبرت از ستاره‌های دوران صامت بود که در مرحله گذار سینما از صامت به ناطق توفیق چندانی کسب نکرد بعد از فیلم ملکه کریستینا، گیلبرت تنها در یک فیلم دیگر بازی کرد و در سال ۱۹۳۶ در سن ۳۸ سالگی در اثر حمله قلبی ناشی از مصرف زیاد الکل درگذشت.